# Université Concordia (Oregon)
L'université Concordia (en anglais : Concordia University) est une université américaine située à Portland dans l'Oregon. Elle fait partie du Concordia University System.